# روبيرت كلايف (بارون كلايف الأول)
اللواء روبيرت كلايف، بارون كلايف الأول، الحاصل على وسام الفروسية وعضو البرلمان وزميل الجمعية الملكية (29 سبتمبر 1725 – 22 نوفمبر 1774)، المعروف أيضًا باسم كلايف الهند، هو الضابط البريطاني الذي أقام السيادة العسكرية والسياسية لشركة الهند الشرقية في البنغال. وقد كان له الفضل في تأمين الهند، والثروة التي تلت ذلك، لصالح التاج البريطاني. كما كان مع وارن هاستينغز واحدًا من الشخصيات الرئيسية الأولى في إنشاء الهند البريطانية. وكان عضو مجلس النواب في إنجلترا عن حزب المحافظين.

## قائمة المصادر
تحوي هذه المقالة معلومات مترجمة من الطبعة الحادية عشرة لدائرة المعارف البريطانية لسنة 1911 وهي الآن ضمن الملكية العامة.
- Burhan Ibn Hasan Tuzak-I-Walajahi (University of Madras) 1934
- H.E.Busteed Echoes from Old Calcutta (Calcutta) 1908
- Harrington، Jack (2010)، Sir John Malcolm and the Creation of British India, ch. 6، New York: Palgrave Macmillan.، ISBN:978-0-230-10885-1
- Harvey, Robert A Few Bloody Noses: The American Revolutionary War. Constable & Robinson, 2004.
- Harvey, Robert. Clive: The life and Death of a British Emperor. Hodder and Stoughton, 1998.
- A. Mervyn Davies Clive of Plassey (London) 1939
- Michael Edwardes The Battle of Plassey and the Conquest of Bengal (London) 1963
- Mark Bence-Jones Clive of India (London) 1974
- Thomas Babington Macaulay "Lord Clive" Essays (London: Longman's, Green & Co.) 1891 pp. 502–547.
- P.J. Marshall Bengal, The British Bridgehead: Eastern India 1740–1828 (Cambridge) 1988
- Malleson، George (1893). Lord Clive. Oxford: Clarendon Press. OCLC:2143228. مؤرشف من الأصل في 2020-01-26.
- Treasure، Geoffrey (2002). Who's Who in Early Hanoverian Britain, 1714–1789. Stackpole Books. ISBN:0-8117-1643-0.

## وصلات خارجية
- روبرت كلايف على موقع الموسوعة البريطانية (الإنجليزية)
- روبرت كلايف على موقع الموسوعة البريطانية (الإنجليزية)
- روبرت كلايف على موقع إن إن دي بي (الإنجليزية)

- "Lord Clive," an essay by Thomas Babington Macaulay (January 1840)